# CF Estrela da Amadora (2020)
CF Estrela da Amadora is een Portugese voetbalclub uit Amadora, nabij Lissabon. De club is de opvolger van de gelijknamige club die in 2011 failliet ging. 

## Geschiedenis
De club werd opgericht in de zomer van 2020 na een fusie tussen Clube Desportiva Estrela en Club Sintra football. De club is de officieuze opvolger van de ter ziele gegane club, maar maakt geen aanspraak op de geschiedenis van deze club. CD Estrela werd in 2011 wel opgericht door een supportersgroep van de oude club. De club schreef pas in 2018 een seniorteam in voor de competitie. In 2020 fuseerde de club met derdeklasser Sintra en nam deze plaats over in de derde klasse van destijds. Reeds in het eerste seizoen kon de club promotie afdwingen naar de tweede klasse. In 2023 promoveerde de club opnieuw, ditmaal kwam het te spelen op het hoogste niveau van Portugal.

## Eindklasseringen
| 1 |

| 14 |

| 3 |

| 14 |

| 15 |

| Primeira Liga | Liga Portugal 2 | Segunda Divisão B |

Tot 1999 stond de Primeira Liga bekend als de Primeira Divisão. De Segunda Liga kende in de loop der tijd meerdere namen en heet sinds 2020/21 Liga Portugal 2. Ook het 3e niveau kende verschillende namen en heet sinds 2021/22 Liga 3.
FC Arouca ·
AVS ·
Benfica ·
Boavista · 
Sporting Braga ·
Casa Pia · 
Estoril-Praia · 
Estrela Amadora ·
Famalicão ·
Farense · 
Gil Vicente ·
Moreirense ·  
Nacional ·
FC Porto · 
Rio Ave ·
Santa Clara · 
Sporting CP · 
Vitória Guimarães